# NSU 201 ZD Pony
Die NSU 201 ZD Pony war ein von 1934 bis 1937 gebautes Motorrad, mit dem die NSU D-Rad Vereinigte Fahrzeugwerke A. G. den Namen eines von 1905 bis 1910 gebauten Modells aufgriffen. Das Modell der 1930er-Jahre hatte jedoch im Gegensatz zum ersten Namensträger keinen Viertakt-, sondern einen Zweitaktmotor. Die Bezeichnung 201 deutet auf einen Einzylindermotor mit 200 cm³ Hubraum hin. Motorräder dieser Hubraumklasse waren steuerfrei und durften ohne Führerschein gefahren werden, was zum Erfolg der Pony beitrug; 46.420 Pony 201 ZD wurden gebaut. Das Z in der Typbezeichnung steht für „Zweitakt“, das D für „Doppelport“ beziehungsweise für zwei Auspuffrohre.

## Technik

### Antrieb
Die NSU 201 ZD Pony hat einen fahrtwindgekühlten Einzylinder-Zweitaktmotor mit einem Hubraum von 198 cm³ (Bohrung 63 mm, Hub 64 mm), Verdichtung 5,5 : 1. Der Motor leistet 6,5 PS bei 4000/min. Er hat einen abnehmbaren Zylinderkopf aus Leichtmetall, Nasenkolben aus Leichtmetall, eine Kurbelwelle auf Kugellager, Pleuel auf Rollenlager, Graetzin- oder Amal-Vergaser M 74/420, Gemischschmierung 1 : 25 und Noris-Batteriezündung mit Schwungrad-Lichtmaschine. Motor und Getriebe sind getrennt eingebaut. Die Kraft wird über eine Rollenkette an eine Einscheiben-Trockenkupplung und an das Getriebe übertragen (Primärantrieb). Das Getriebe hat drei Gänge. Geschaltet wird mit einem langen, in einer Kulisse geführten Handschalthebel (sogenannte Schwertschaltung) rechts neben dem Tank. Eine zweite Rollenkette überträgt die Kraft an das Hinterrad.

### Fahrwerk
Das Fahrwerk der NSU 201 ZD Pony besteht aus einem offenen Doppelrohrrahmen aus Stahl, Parallelogrammgabel, Speichenrädern mit Tiefbettfelgen und Drahtreifen sowie  Innenbackenbremsen (Trommelbremsen). Die Parallelogrammgabel besteht aus Pressstahl, hat eine Schraubendruckfeder, Reibungsstoßdämpfer und Lenkungsdämpfer. Eine Hinterradfederung gibt es bei dem Modell nicht. Um das Hinterrad verhältnismäßig leicht wechseln zu können, hat es eine Steckachse. Aus dem gleichen Grund ist ein Teil des hinteren Schutzblechs abnehmbar.

## Weiterentwicklung
Die aus der 201 ZD Pony entwickelten Modelle sind die von 1935 bis 1937 gebaute 201 Pony Block und die 201 ZDB von 1938 bis 1940. Wesentliche Neuerung sind die Zusammenfassung von Motor und Getriebe in einem gemeinsamen Gehäuse beziehungsweise in einem Block. Außerdem haben die beiden neueren Modelle eine Mehrscheiben-Korklamellenkupplung und ein Vierganggetriebe. Mit Einführung der 201 ZDB wurde der Nasenkolben durch einen Flachkolben ersetzt, NSU bezeichnete das Spülverfahren als „Winkelspülung“.

## Technische Daten
|                        | 201 ZD Pony                                                         | 201 ZD Pony Block                                                   | 201 ZDB                                                             |
| ---------------------- | ------------------------------------------------------------------- | ------------------------------------------------------------------- | ------------------------------------------------------------------- |
| Baujahre               | 1934–1936                                                           | 1935–1937                                                           | 1938–1940                                                           |
| Motor                  | Fahrtwindgekühlter Einzylinder-Zweitaktmotor                        | Fahrtwindgekühlter Einzylinder-Zweitaktmotor                        | Fahrtwindgekühlter Einzylinder-Zweitaktmotor                        |
| Steuerung              | Schlitzsteuerung                                                    | Schlitzsteuerung                                                    | Schlitzsteuerung                                                    |
| Bohrung × Hub          | 63 × 64 mm                                                          | 63 × 64 mm                                                          | 63 × 64 mm                                                          |
| Hubraum                | 198 cm³                                                             | 198 cm³                                                             | 198 cm³                                                             |
| Verdichtung            | 5,5 : 1                                                             | 5,5 : 1                                                             | 6,0 : 1                                                             |
| Leistung               | 6,5 PS (4,8 kW) bei 4000/min                                        | 6,5 PS (4,8 kW) bei 4000/min                                        | 7 PS (5,1 kW) bei 4500/min                                          |
| Schmierung             | Zweitaktgemisch 1 : 25                                              | Zweitaktgemisch 1 : 25                                              | Zweitaktgemisch 1 : 25                                              |
| Elektrische Anlage     | Batteriezündung                                                     | Batteriezündung                                                     | Batteriezündung                                                     |
| Getriebe               | 3-Gang-Getriebe Handschaltung am Tank                               | 4-Gang-Getriebe Handschaltung am Tank                               | 4-Gang-Getriebe Handschaltung am Tank                               |
| Kupplung               | Einscheibenkupplung                                                 | Mehrscheibenkupplung                                                | Mehrscheibenkupplung                                                |
| Endantrieb             | Kette (offen mit doppeltem Kettenschutz) auf Hinterrad              | Kette (offen mit doppeltem Kettenschutz) auf Hinterrad              | Kette (offen mit doppeltem Kettenschutz) auf Hinterrad              |
| Rahmen                 | Doppelrohr-Stahlrahmen                                              | Doppelrohr-Stahlrahmen                                              | Doppelrohr-Stahlrahmen                                              |
| Maße (L × B × H)       | 2000 × 830 × 1000 mm                                                | 2000 × 830 × 1000 mm                                                | 2000 × 830 × 1000 mm                                                |
| Radstand               | 1285 mm                                                             | 1285 mm                                                             | 1285 mm                                                             |
| Radaufhängung vorn     | Parallelogrammgabel mit Schraubendruckfeder und Reibungsstoßdämpfer | Parallelogrammgabel mit Schraubendruckfeder und Reibungsstoßdämpfer | Parallelogrammgabel mit Schraubendruckfeder und Reibungsstoßdämpfer |
| Radaufhängung hinten   | Starrrahmen                                                         | Starrrahmen                                                         | Starrrahmen                                                         |
| Bereifung              | 3,00 × 19″                                                          | 3,00 × 19″                                                          | 3,00 × 19″                                                          |
| Bremse vorn und hinten | Trommelbremse, 140 mm Ø                                             | Trommelbremse, 140 mm Ø                                             | Trommelbremse, 140 mm Ø                                             |
| Leergewicht            | 105 kg                                                              | 115 kg                                                              | 125 kg                                                              |
| Tankinhalt             | 9,5 l                                                               | 11,5 l                                                              | 11,5 l                                                              |
| Höchstgeschwindigkeit  | 70–75 km/h                                                          | 70–75 km/h                                                          | 80–85 km/h                                                          |
| Verbrauch              | ca. 3,5 l/100 km                                                    | ca. 3,5 l/100 km                                                    | ca. 3,5 l/100 km                                                    |
| Preis                  | 475,00 RM                                                           | 540,00 RM                                                           | 545,00 RM                                                           |

## Sonstiges

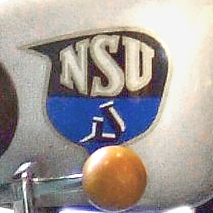
NSU D-Rad

Im Juli 1932 schloss sich NSU mit den Deutschen Industriewerken AG aus Berlin als NSU D-Rad Vereinigte Fahrzeugwerke AG zu einer Herstellungs- und Verkaufsgemeinschaft zusammen, was seitdem an dem großen D im Markenzeichen erkennbar war. Die Deutschen Industriewerke stellten zu dieser Zeit Motorräder unter dem Markennamen D-Rad her. Am 10. Mai 1938 wurde der Name auf Beschluss der Hauptversammlung in NSU Werke Aktiengesellschaft Neckarsulm umgewandelt.